# Breiðabólsstaðarkirkja
Breiðabólsstaðarkirkja är en kyrka i Húnaþing vestra kommun på nordvästra Island. Breiðabólsstaðarkirkja ligger 12 km nordost om byn Hvammstangi.
Breiðabólsstaðarkirkja är av trä och uppfördes 1893. Altartavlan är från 1920 och visar en scen när Jesus välsignar barnen.
Platsen har varit bebyggd sedan 1100-talet då Haflidi Masson bodde där.